# Portugal aux Jeux olympiques d'été de 2016
Le Portugal participe aux Jeux olympiques d'été de 2016 à Rio de Janeiro au Brésil du 5 août au 21 août. Il s'agit de sa 24e participation à des Jeux d'été.

## Nombre d’athlètes qualifiés par sport
Voici la liste des qualifiés portugais par sport :
| Sport           | Hommes | Femmes | Total |
| --------------- | ------ | ------ | ----- |
| Athlétisme      | 8      | 16     | 25    |
| Badminton       | 1      | 1      | 2     |
| Canoë-kayak     | 6      | 2      | 8     |
| Cyclisme        | 6      | 0      | 6     |
| Équitation      | 0      | 1      | 1     |
| Football        | 18     | 0      | 18    |
| Golf            | 2      | 0      | 2     |
| Gymnastique     | 1      | 2      | 3     |
| Judo            | 4      | 2      | 6     |
| Natation        | 2      | 3      | 5     |
| Taekwondo       | 1      | 0      | 1     |
| Tennis          | 2      | 0      | 2     |
| Tennis de table | 3      | 2      | 5     |
| Tir             | 1      | 0      | 1     |
| Triathlon       | 3      | 0      | 3     |
| Voile           | 4      | 1      | 5     |
| Total           | 62     | 31     | 93    |

## Athlétisme

### Hommes

#### Courses
| Athlète              | Épreuve      | Séries      | Séries      | Demi-finales | Demi-finales | Finale          | Finale  |
| Athlète              | Épreuve      | Temps       | Rang        | Temps        | Rang         | Temps           | Rang    |
| -------------------- | ------------ | ----------- | ----------- | ------------ | ------------ | --------------- | ------- |
| João Vieira          | 20 km marche | Non courues | Non courues | Non courues  | Non courues  | 1 h 23 min 03 s | 31e     |
| Sérgio Vieira (pt)   | 20 km marche | Non courues | Non courues | Non courues  | Non courues  | 1 h 27 min 39 s | 53e     |
| João Vieira          | 50 km marche | Non courues | Non courues | Non courues  | Non courues  | Abandon         | Abandon |
| Pedro Isidro (pt)    | 50 km marche | Non courues | Non courues | Non courues  | Non courues  | 4 h 03 min 42 s | 31e     |
| Miguel Carvalho (en) | 50 km marche | Non courues | Non courues | Non courues  | Non courues  | 4 h 08 min 16 s | 35e     |
| Hermano Ferreira     | Marathon     | Non courues | Non courues | Non courues  | Non courues  |                 |         |
| Rui Pedro Silva (en) | Marathon     | Non courues | Non courues | Non courues  | Non courues  | 2 h 30 min 52 s | 123e    |
| Ricardo Ribas (pt)   | Marathon     | Non courues | Non courues | Non courues  | Non courues  | 2 h 38 min 29 s | 134e    |

#### Concours
| Athlète         | Épreuve         | Qualifications | Qualifications | Finale      | Finale  |
| Athlète         | Épreuve         | Performance    | Rang           | Performance | Rang    |
| --------------- | --------------- | -------------- | -------------- | ----------- | ------- |
| Tsanko Arnaudov | lancer du poids | 18,88 m        | 29e (E)        | Éliminé     | Éliminé |
| Nelson Évora    | triple saut     | 16,99 m        | 4e (Q)         | 17,03 m     | 6e      |

### Femmes

#### Courses
| Athlète              | Épreuve      | Séries        | Séries      | Demi-finales | Demi-finales | Finale          | Finale   |
| Athlète              | Épreuve      | Temps         | Rang        | Temps        | Rang         | Temps           | Rang     |
| -------------------- | ------------ | ------------- | ----------- | ------------ | ------------ | --------------- | -------- |
| Lorène Bazolo        | 100 m        | 11 s 43       | 4e (E)      | Éliminée     | Éliminée     | Éliminée        | Éliminée |
| Lorène Bazolo        | 200 m        | 23 s 01       | 4e (E)      | Éliminée     | Éliminée     | Éliminée        | Éliminée |
| Cátia Azevedo        | 400 m        | 52 s 38       | 4e (E)      | Éliminée     | Éliminée     | Éliminée        | Éliminée |
| Vera Barbosa         | 400 m haies  | 57 s 28       | 6e (E)      | Éliminée     | Éliminée     | Éliminée        | Éliminée |
| Marta Pen Freitas    | 1 500 m      | 4 min 18 s 53 | 12e (E)     | Éliminée     | Éliminée     | Éliminée        | Éliminée |
| Carla Salomé Rocha   | 10 000 m     | Non courues   | Non courues | Non courues  | Non courues  | 32 min 06 s 05  | 26e      |
| Ana Cabecinha        | 20 km marche | Non courues   | Non courues | Non courues  | Non courues  | 1 h 29 min 23 s | 6e       |
| Inês Henriques       | 20 km marche | Non courues   | Non courues | Non courues  | Non courues  | 1 h 31 min 28 s | 12e      |
| Daniela Cardoso (pt) | 20 km marche | Non courues   | Non courues | Non courues  | Non courues  | 1 h 36 min 13 s | 37e      |
| Dulce Félix          | Marathon     | Non courues   | Non courues | Non courues  | Non courues  | 2 h 30 min 39 s | 16e      |
| Sara Moreira         | Marathon     | Non courues   | Non courues | Non courues  | Non courues  | Abandon         | Abandon  |
| Jéssica Augusto      | Marathon     | Non courues   | Non courues | Non courues  | Non courues  | Abandon         | Abandon  |

#### Concours
| Athlètes              | Épreuve          | Qualification | Qualification | Finale       | Finale   |
| Athlètes              | Épreuve          | Performances  | Rang          | Performances | Rang     |
| --------------------- | ---------------- | ------------- | ------------- | ------------ | -------- |
| Susana Costa          | Triple saut      | 14,12 m       | 5e (Q)        | 14,12 m      | 9e       |
| Patrícia Mamona       | Triple saut      | 14,18 m       | 5e (Q)        | 14,65 m      | 6e       |
| Marta Onofre          | Saut à la perche | 4,30 m        | 24e (E)       | Éliminée     | Éliminée |
| Maria Eleonor Tavares | Saut à la perche | 4,15 m        | 29e (E)       | Éliminée     | Éliminée |
| Irina Rodrigues       | Lancer du disque | Blessée       | Blessée       | Blessée      | Blessée  |

## Badminton
| Athlète            | Compétition   | Phase de groupes                          | Phase de groupes                         | Phase de groupes            | Phase de groupes | 1/8 de finale    | Quarts de finale | Demi-finales     | Finale           | Finale   |
| Athlète            | Compétition   | Adversaire Score                          | Adversaire Score                         | Adversaire Score            | Rang             | Adversaire Score | Adversaire Score | Adversaire Score | Adversaire Score | Rang     |
| ------------------ | ------------- | ----------------------------------------- | ---------------------------------------- | --------------------------- | ---------------- | ---------------- | ---------------- | ---------------- | ---------------- | -------- |
| Pedro Martins (en) | Simple hommes | battu par Giuffre (en) 21-14, 22-24, 6-21 | battu par Ng (en) 17-21, 18-21           | NC                          | 3e Gr. M         | Éliminé          | Éliminé          | Éliminé          | Éliminé          | Éliminé  |
| Telma Santos (en)  | Simple dames  | battue par Li 12-21, 7-21                 | battue par Wang (en) 21-18, 10-21, 12-21 | battue par Tan 16-21, 18-21 | 4e Gr. E         | Éliminée         | Éliminée         | Éliminée         | Éliminée         | Éliminée |

## Canoë-kayak

### Course en ligne
Le Portugal a qualifié des bateaux pour les épreuves suivantes :

#### Hommes
| Athlète                                                          | Compétition | Éliminatoires  | Éliminatoires | Demi-finales   | Demi-finales | Finale A       | Finale A | Finale B | Finale B |
| Athlète                                                          | Compétition | Temps          | Rang          | Temps          | Rang         | Temps          | Rang     | Temps    | Rang     |
| ---------------------------------------------------------------- | ----------- | -------------- | ------------- | -------------- | ------------ | -------------- | -------- | -------- | -------- |
| Hélder Silva (en)                                                | C1 – 200 m  | 40 s 578       | 10e (Q)       | 41 s 162       | 8e (Q)       | NC             | NC       | 40 s 388 | 5e       |
| Fernando Pimenta                                                 | K1 – 1000 m | 3 min 33 s 140 | 1er (Q)       | 3 min 33 s 420 | 2e (Q)       | 3 min 35 s 349 | 5e       | NC       | NC       |
| Emanuel Silva João Ribeiro (en)                                  | K2 – 1000 m | 3 min 26 s 284 | 9e (Q)        | 3 min 18 s 099 | 3e (Q)       | 3 min 12 s 889 | 4e       | NC       | NC       |
| David Fernandes (pt) Fernando Pimenta João Ribeiro Emanuel Silva | K4 – 1000 m | 3 min 01 s 498 | 8e (Q)        | 2 min 58 s 233 | 2e (Q)       | 3 min 07 s 482 | 6e       | NC       | NC       |

#### Femmes
| Athlète             | Compétition | Éliminatoires  | Éliminatoires | Demi-finales   | Demi-finales | Finale A | Finale A | Finale B       | Finale B |
| Athlète             | Compétition | Temps          | Rang          | Temps          | Rang         | Temps    | Rang     | Temps          | Rang     |
| ------------------- | ----------- | -------------- | ------------- | -------------- | ------------ | -------- | -------- | -------------- | -------- |
| Francisca Laia (en) | K1 – 200 m  | 41 s 368       | 8e (Q)        | 41 s 573       | 15e (Q)      | NC       | NC       | 42 s 695       | 8e       |
| Teresa Portela      | K1 – 500 m  | 1 min 56 s 439 | 17e (Q)       | 1 min 58 s 360 | 13e (Q)      | NC       | NC       | 1 min 58 s 058 | 3e       |

### Slalom
|                    | Compétition | Éliminatoires | Éliminatoires | Éliminatoires | Éliminatoires | Éliminatoires | Éliminatoires | Demi-finales | Demi-finales | Finale   | Finale |
| Course 1           | Compétition | Rang          | Course 2      | Rang          | Total         | Rang          | Résultat      | Rang         | Résultat     | Rang     |        |
| ------------------ | ----------- | ------------- | ------------- | ------------- | ------------- | ------------- | ------------- | ------------ | ------------ | -------- | ------ |
| José Carvalho (en) | C1 hommes   | 111 s 01      | 17            | 99 s 18       | 8             | 99 s 18       | 11 Q          | 101 s 04     | 9 Q          | 105 s 74 | 9      |

## Cyclisme

### Cyclisme sur route
| Athlète         | Compétition             | Temps              | Rang    |
| --------------- | ----------------------- | ------------------ | ------- |
| Nélson Oliveira | Course en ligne hommes  | Abandon            | Abandon |
| Nélson Oliveira | Contre-la-montre hommes | 1 h 14 min 15 s 27 | 7e      |
| Rui Costa       | Course en ligne hommes  | 6 h 12 min 34 s    | 10e     |
| André Cardoso   | Course en ligne hommes  | 6 h 22 min 23 s    | 36e     |
| José Mendes     | Course en ligne hommes  | 6 h 30 min 05 s    | 53e     |

### VTT
| Athlète        | Compétition              | Temps | Rang |
| -------------- | ------------------------ | ----- | ---- |
| Tiago Ferreira | Cross-country VTT hommes |       |      |
| David Rosa     | Cross-country VTT hommes |       |      |

## Équitation

### Saut d'obstacles
| Athlète       | Cheval         | Compétition | Qualification | Qualification | Qualification | Qualification | Qualification | Qualification | Qualification | Qualification | Finale    | Finale   | Finale    | Finale   | Finale    | Finale |
| Athlète       | Cheval         | Compétition | 1er tour      | 1er tour      | 2e tour       | 2e tour       | 2e tour       | 3e tour       | 3e tour       | 3e tour       | Finale A  | Finale A | Finale B  | Finale B | Total     | Total  |
| Athlète       | Cheval         | Compétition | Pénalités     | Rang          | Pénalités     | Total         | Rang          | Pénalités     | Total         | Rang          | Pénalités | Rang     | Pénalités | Rang     | Pénalités | Rang   |
| ------------- | -------------- | ----------- | ------------- | ------------- | ------------- | ------------- | ------------- | ------------- | ------------- | ------------- | --------- | -------- | --------- | -------- | --------- | ------ |
| Luciana Diniz | Fit for fun 13 | Individuel  | 8             | 53e           | 0             | 8             | 30e           | 5             | 13            | 33e           | 4         | 16e      | 0         | 1re      | 4         | 9e     |

## Football

### Tournoi masculin
L'équipe du Portugal olympique de football gagne sa place pour les Jeux lors du Championnat d'Europe de football espoirs 2015.
Sélection
| no         | Nom                | Club                 | Âge | Joués | But inscrit | Averti | Carton jaune · Carton jaune · Carton rouge | Carton rouge |
| ---------- | ------------------ | -------------------- | --- | ----- | ----------- | ------ | ------------------------------------------ | ------------ |
|            | Rui Jorge          |                      |     |       |             |        |                                            |              |
| Gardiens   |                    |                      |     |       |             |        |                                            |              |
| 1          | Bruno Varela       | Vitória Setúbal      | 21  | 4     | 0           | 0      | 0                                          | 0            |
| 12         | Joel Pereira       | Manchester United FC | 20  | 0     | 0           | 0      | 0                                          | 0            |
| -          | João Virginia      |                      | 16  | 0     | 0           | 0      | 0                                          | 0            |
| Défenseurs |                    |                      |     |       |             |        |                                            |              |
| 2          | Ricardo Esgaio (c) | Sporting CP          | 23  | 4     | 0           | 1      | 0                                          | 0            |
| 3          | Tiago Ilori        | Liverpool FC         | 23  | 2     | 0           | 0      | 0                                          | 0            |
| 4          | Tobias Figueiredo  | CD Nacional          | 22  | 3     | 1           | 2      | 0                                          | 0            |
| 5          | Edgar Ié           | Villarreal CF        | 22  | 4     | 0           | 0      | 0                                          | 0            |
| 14         | Paulo Henrique     | FC Paços Ferreira    | 19  | 1     | 0           | 0      | 0                                          | 0            |
| 15         | Fernando Fonseca   | FC Porto             | 19  | 4     | 0           | 0      | 0                                          | 0            |
| -          | Frederico Venâncio | Vitória Setúbal      | 23  | 0     | 0           | 0      | 0                                          | 0            |
| Milieux    |                    |                      |     |       |             |        |                                            |              |
| 6          | Tomás Podstawski   | FC Porto             | 21  | 4     | 0           | 0      | 0                                          | 0            |
| 7          | André Martins      | Olympiakos           | 26  | 4     | 0           | 0      | 0                                          | 0            |
| 8          | Sérgio Oliveira    | FC Porto             | 24  | 3     | 0           | 2      | 0                                          | 0            |
| 10         | Bruno Fernandes    | Sampdoria            | 21  | 3     | 0           | 0      | 0                                          | 0            |
| 13         | Pité               | CD Tondela           | 21  | 3     | 1           | 0      | 0                                          | 0            |
| 16         | Francisco Ramos    | GD Chaves            | 21  | 2     | 0           | 1      | 0                                          | 0            |
| 18         | Tiago Silva        | CD Feirense          | 23  | 2     | 0           | 0      | 0                                          | 0            |
| -          | Leandro Silva (en) | FC Porto             | 22  | 0     | 0           | 0      | 0                                          | 0            |
| Attaquants |                    |                      |     |       |             |        |                                            |              |
| 9          | Gonçalo Paciência  | FC Porto             | 22  | 3     | 3           | 0      | 0                                          | 0            |
| 11         | Salvador Agra      | CD Nacional          | 24  | 4     | 0           | 0      | 0                                          | 0            |
| 17         | Carlos Mané        | Sporting CP          | 22  | 3     | 0           | 0      | 0                                          | 0            |
| -          | Ivo Rodrigues      | Vitória Guimarães    | 21  | 0     | 0           | 0      | 0                                          | 0            |

Réservistes : sont les joueurs non numérotés.

Les résultats du Groupe D du Portugal sont :
| Rang | Équipe    | Pts | J | G | N | P | Bp | Bc | Diff |
| ---- | --------- | --- | - | - | - | - | -- | -- | ---- |
| 1    | Portugal  | 7   | 3 | 2 | 1 | 0 | 5  | 2  | +3   |
| 2    | Honduras  | 4   | 3 | 1 | 1 | 1 | 5  | 5  | 0    |
| 3    | Argentine | 4   | 3 | 1 | 1 | 1 | 3  | 4  | -1   |
| 4    | Algérie   | 1   | 3 | 0 | 1 | 2 | 4  | 6  | -2   |

     Équipes qualifiées ; Pts = points ; J = joués ; G = gagnés ; N = nuls ; P = perdus ;

Bp = buts pour ; Bc = buts contre ; Diff = différence de buts.
| Match 5     | Portugal                         | 2 - 0 | Argentine | Stade Nilton-Santos, Rio de Janeiro |  |
| 4 août 2016 | Gonçalo Paciência 66e · Pité 84e |       |           |                                     |  |

| Match 10    | Honduras         | 1 - 2 | Portugal                                      | Stade Nilton-Santos, Rio de Janeiro |  |
| 7 août 2016 | Alberth Elis 1re |       | 21e Tobias Figueiredo · 36e Gonçalo Paciência |                                     |  |

| Match 17     | Algérie               | 1 - 1 | Portugal                     | Mineirão, Belo Horizonte |  |
| 10 août 2016 | Mohamed Benkablia 30e |       | 25e (pen.) Gonçalo Paciência |                          |  |

Quart de Finale
| 13 août 2016 | Portugal | 0 - 4   | Allemagne                                                                  | Estádio Mané Garrincha, Rio de Janeiro |                          |
|              |          | (0 - 0) | 46e Serge Gnabry · 57e Matthias Ginter · 75e Davie Selke · 87e Philipp Max | Arbitrage : Walter Lopez               | Arbitrage : Walter Lopez |

## Golf

### Tournoi masculin
| Athlète              | jour 1  | jour 1 | jour 2  | jour 2 | jour 3  | jour 3 | jour 4  | jour 4 | Total     | Total |
| Athlète              | score   | rang   | score   | rang   | score   | rang   | score   | rang   | score     | rang  |
| -------------------- | ------- | ------ | ------- | ------ | ------- | ------ | ------- | ------ | --------- | ----- |
| José-Filipe Lima     | 71 (-1) | 17e    | 70 (-1) | 22e    | 77 (+6) | 56e    | 71 (0)  | 39e    | 288 (+4)  | 48e   |
| Ricardo Gouveia (en) | 73 (+2) | 42e    | 68 (-3) | 8e     | 76 (+5) | 53e    | 80 (+9) | 59e    | 297 (+13) | 59e   |

## Gymnastique

### Artistique

#### Femmes
| Athlète        | Compétition | Qualifications | Qualifications | Qualifications      | Qualifications | Qualifications | Qualifications | Finale   | Finale   | Finale              | Finale   | Finale   | Finale   |
| Athlète        | Compétition | Appareil       | Appareil       | Appareil            | Appareil       | Total          | Rang           | Appareil | Appareil | Appareil            | Appareil | Total    | Rang     |
| Athlète        | Compétition | Sol            | Saut           | Barres asymétriques | Poutre         | Total          | Rang           | Sol      | Saut     | Barres asymétriques | Poutre   | Total    | Rang     |
| -------------- | ----------- | -------------- | -------------- | ------------------- | -------------- | -------------- | -------------- | -------- | -------- | ------------------- | -------- | -------- | -------- |
| Filipa Martins | Individuel  | 13,433 43e     | 13,833 ?e      | 13,666 54e          | 13,833 32e     | 54,298         | 37e            | Éliminée | Éliminée | Éliminée            | Éliminée | Éliminée | Éliminée |

### Trampoline
| Athlète          | Compétition | Qualifications | Qualifications | Finale   | Finale   |
| Athlète          | Compétition | Score          | Rang           | Score    | Rang     |
| ---------------- | ----------- | -------------- | -------------- | -------- | -------- |
| Diogo Abreu (en) | Hommes      | 55,855         | 16e (E)        | Éliminé  | Éliminé  |
| Ana Rente (en)   | Femmes      | 97,885         | 11e (E)        | Éliminée | Éliminée |

## Judo
| Athlète             | Compétition     | 1er tour                 | 2e tour                                | 3e tour             | Quart de finale     | Demi-finale         | Repêchage 1         | Repêchage 2         | Finale              | Rang    |
| Athlète             | Compétition     | Adversaire Résultat      | Adversaire Résultat                    | Adversaire Résultat | Adversaire Résultat | Adversaire Résultat | Adversaire Résultat | Adversaire Résultat | Adversaire Résultat | Rang    |
| ------------------- | --------------- | ------------------------ | -------------------------------------- | ------------------- | ------------------- | ------------------- | ------------------- | ------------------- | ------------------- | ------- |
| Sergiu Oleinic (en) | Moins de 66 kg  | Exempt                   | battu par Zantaraya 0s0 - 1s3          | Éliminé             | Éliminé             | Éliminé             | Éliminé             | Éliminé             | Éliminé             | Éliminé |
| Nuno Saraiva (en)   | Moins de 73 kg  | Exempt                   | battu par Ungvári 11s1 - 0s0           | Éliminé             | Éliminé             | Éliminé             | Éliminé             | Éliminé             | Éliminé             | Éliminé |
| Célio Dias (en)     | Moins de 90 kg  | Exempt                   | battu par Dossou Yovo (en) 100s1 - 1s1 | Éliminé             | Éliminé             | Éliminé             | Éliminé             | Éliminé             | Éliminé             | Éliminé |
| Jorge Fonseca       | Moins de 100 kg | bat Bakhshi (en) 0 - 100 | battu par Krpálek 10 - 1s3             | Éliminé             | Éliminé             | Éliminé             | Éliminé             | Éliminé             | Éliminé             | Éliminé |

| Athlète        | Compétition    | 1er tour                       | 2e tour                   | Quart de finale              | Demi-finale         | Repêchage 1         | Repêchage 2             | Finale              | Rang                                |
| Athlète        | Compétition    | Adversaire Résultat            | Adversaire Résultat       | Adversaire Résultat          | Adversaire Résultat | Adversaire Résultat | Adversaire Résultat     | Adversaire Résultat | Rang                                |
| -------------- | -------------- | ------------------------------ | ------------------------- | ---------------------------- | ------------------- | ------------------- | ----------------------- | ------------------- | ----------------------------------- |
| Joana Ramos    | Moins de 52 kg | bat Antoinette Gasongo 102 - 0 | battue par Ma 100 - 0     | Éliminée                     | Éliminée            | Éliminée            | Éliminée                | Éliminée            | Éliminée                            |
| Telma Monteiro | Moins de 57 kg | Exempte                        | bat Manuel (en) 2s2 - 0s2 | battue par Sumiyaa 0s1 - 0s2 | -                   | bat Pavia 100s1 - 0 | bat Căprioriu 1s3 - 0s2 | -                   | Médaille de bronze, Jeux olympiques |

## Natation

### Natation sportive
| Athlète        | Épreuve       | Séries        | Séries  | Demi-finales  | Demi-finales | Finale  | Finale  |
| Athlète        | Épreuve       | Temps         | Rang    | Temps         | Rang         | Temps   | Rang    |
| -------------- | ------------- | ------------- | ------- | ------------- | ------------ | ------- | ------- |
| Alexis Santos  | 200 m 4 nages | 1 min 59 s 67 | 13e (Q) | 2 min 00 s 08 | 12e (E)      | Éliminé | Éliminé |
| Alexis Santos  | 400 m 4 nages | 4 min 15 s 84 | 14e (E) | Éliminé       | Éliminé      | Éliminé | Éliminé |
| Diogo Carvalho | 200 m 4 nages | 2 min 00 s 17 | 19e (E) | Éliminé       | Éliminé      | Éliminé | Éliminé |

| Athlète                  | Épreuve          | Séries        | Séries  | Demi-finales | Demi-finales | Finale   | Finale   |
| Athlète                  | Épreuve          | Temps         | Rang    | Temps        | Rang         | Temps    | Rang     |
| ------------------------ | ---------------- | ------------- | ------- | ------------ | ------------ | -------- | -------- |
| Tamila Holub (en)        | 800 m nage libre | 8 min 45 s 36 | 24e (E) | Éliminée     | Éliminée     | Éliminée | Éliminée |
| Victoria Kaminskaya (en) | 200 m 4 nages    | 2 min 16 s 78 | 35e (E) | Éliminée     | Éliminée     | Éliminée | Éliminée |
| Victoria Kaminskaya (en) | 400 m 4 nages    | 4 min 46 s 03 | 28e (E) | Éliminée     | Éliminée     | Éliminée | Éliminée |

### Nage en eau libre
| Athlète          | Épreuve      | Finale          | Finale |
| Athlète          | Épreuve      | Temps           | Rang   |
| ---------------- | ------------ | --------------- | ------ |
| Vânia Neves (en) | 10 km femmes | 2 h 01 min 39 s | 24e    |

## Taekwondo
| Athlète           | Compétition | Huitièmes de finale     | Quarts de finale    | Demi-finales        | Repêchage 1         | Repêchage 2         | Finale              | Finale  |
| Athlète           | Compétition | Adversaire Résultat     | Adversaire Résultat | Adversaire Résultat | Adversaire Résultat | Adversaire Résultat | Adversaire Résultat | Rang    |
| ----------------- | ----------- | ----------------------- | ------------------- | ------------------- | ------------------- | ------------------- | ------------------- | ------- |
| Rui Bragança (pt) | -58 kg      | Bat Muñoz Oviedo 14 - 2 | battu par Pie 4 - 1 | Éliminé             | Éliminé             | Éliminé             | Éliminé             | Éliminé |

## Tennis
| Athlète (numéro de tête de série) | 1/32 de finale            | 1/16 de finale                    | 1/8 de finale       | Quarts de finale    | Demi-finales        | Match pour la médaille de bronze | Finale              |
| Athlète (numéro de tête de série) | Adversaire Résultat       | Adversaire Résultat               | Adversaire Résultat | Adversaire Résultat | Adversaire Résultat | Adversaire Résultat              | Adversaire Résultat |
| --------------------------------- | ------------------------- | --------------------------------- | ------------------- | ------------------- | ------------------- | -------------------------------- | ------------------- |
| João Sousa                        | bat Haase 6-1, 7-5        | battu par del Potro 6-3, 1-6, 6-3 | Éliminé             | Éliminé             | Éliminé             | Éliminé                          | Éliminé             |
| Gastão Elias                      | bat Kokkinakis 7-64, 7-63 | battu par Johnson (12) 3-6, 4-6   | Éliminé             | Éliminé             | Éliminé             | Éliminé                          | Éliminé             |

| Athlètes (numéro de tête de série) | 1/16 de finale                       | 1/8 de finale                             | Quarts de finale    | Demi-finales        | Match pour la médaille de bronze | Finale              |
| Athlètes (numéro de tête de série) | Adversaire Résultat                  | Adversaire Résultat                       | Adversaire Résultat | Adversaire Résultat | Adversaire Résultat              | Adversaire Résultat |
| ---------------------------------- | ------------------------------------ | ----------------------------------------- | ------------------- | ------------------- | -------------------------------- | ------------------- |
| Gastão Elias / João Sousa (1)      | bat Andrej Martin / Zelenay 6-4, 6-2 | battus par Nestor / Pospisil (7) 6-1, 6-4 | Éliminés            | Éliminés            | Éliminés                         | Éliminés            |

## Tennis de table
| Athlète(s) (numéro de tête de série)        | Compétition | Tour préliminaire | 1er tour                                       | 2e tour          | 3e tour               | 4e tour          | Quarts de finale         | Demi-finales     | Finale           | Finale   |
| Athlète(s) (numéro de tête de série)        | Compétition | Adversaire Score  | Adversaire Score                               | Adversaire Score | Adversaire Score      | Adversaire Score | Adversaire Score         | Adversaire Score | Adversaire Score | Rang     |
| ------------------------------------------- | ----------- | ----------------- | ---------------------------------------------- | ---------------- | --------------------- | ---------------- | ------------------------ | ---------------- | ---------------- | -------- |
| Marcos Freitas                              | Simple      | Exempt            | Exempt                                         | Exempt           | bat Ionescu 4 - 1     | bat Kou 4 - 0    | battu par Mizutani 2 - 4 | Éliminé          | Éliminé          | Éliminé  |
| Tiago Apolonia                              | Simple      | Exempt            | Exempt                                         | Exempt           | battu par Tokič 1 - 4 | Éliminé          | Éliminé                  | Éliminé          | Éliminé          | Éliminé  |
| João Monteiro Marcos Freitas Tiago Apolonia | Par équipes | NC                | Battus par Autriche 1 - 3 (2-3, 3-2, 2-3, 1-3) | NC               | NC                    | NC               | Éliminés                 | Éliminés         | Éliminés         | Éliminés |

| Athlète (numéro de tête de série) | Compétition | Tour préliminaire | 1er tour         | 2e tour                       | 3e tour          | 4e tour          | Quarts de finale | Demi-finales     | Finale           | Finale   |
| Athlète (numéro de tête de série) | Compétition | Adversaire Score  | Adversaire Score | Adversaire Score              | Adversaire Score | Adversaire Score | Adversaire Score | Adversaire Score | Adversaire Score | Rang     |
| --------------------------------- | ----------- | ----------------- | ---------------- | ----------------------------- | ---------------- | ---------------- | ---------------- | ---------------- | ---------------- | -------- |
| Fu Yu                             | Simple      | Exempte           | Exempte          | battue par Komwong (en) 3 - 4 | Éliminée         | Éliminée         | Éliminée         | Éliminée         | Éliminée         | Éliminée |
| Jieni Shao                        | Simple      | Exempte           | Exempte          | battue par Zhang 0 - 4        | Éliminée         | Éliminée         | Éliminée         | Éliminée         | Éliminée         | Éliminée |

## Tir
| Athlète         | Compétition                  | Qualification | Qualification | Finale  | Finale  |
| Athlète         | Compétition                  | Points        | Rang          | Points  | Rang    |
| --------------- | ---------------------------- | ------------- | ------------- | ------- | ------- |
| João Costa (en) | Pistolet à 10 m air comprimé | 578-21x       | 11e (E)       | Éliminé | Éliminé |
| João Costa (en) | Pistolet à 50 m              | 554-11x       | 11e (E)       | Éliminé | Éliminé |

## Triathlon
| Athlètes              | Compétition | Natation (1,5 km) | Transition 1 | Vélo (40 km) | Transition 2 | Course (10 km) | Temps           | Résultat |
| --------------------- | ----------- | ----------------- | ------------ | ------------ | ------------ | -------------- | --------------- | -------- |
| Hommes                |             |                   |              |              |              |                |                 |          |
| João Pereira          | Hommes      | 18 min 03 s       | 46 s         | 56 min 25 s  | 33 s         | 30 min 38 s    | 1 h 45 min 52 s | 5e       |
| João Silva            | Hommes      | 18 min 08 s       | 49 s         | 56 min 22 s  | 39 s         | 35 min 35 s    | 1 h 51 min 33 s | 35e      |
| Miguel Arraiolos (pt) | Hommes      | 18 min 44 s       | 50 s         | 59 min 04 s  | 35 s         | 32 min 48 s    | 1 h 53 min 35 s | 44e      |

## Voile
| Athlète                         | Compétition | Régate 1 | Régate 2 | Régate 3 | Régate 4 | Régate 5 | Régate 6 | Régate 7 | Régate 8 | Régate 9 | Régate 10 | Régate 11 | Régate 12 | Total net | Total net | Medal Race | Total | Rang |
| Athlète                         | Compétition | Score    | Score    | Score    | Score    | Score    | Score    | Score    | Score    | Score    | Score     | Score     | Score     | Score     | Rang      | Score      | Total | Rang |
| ------------------------------- | ----------- | -------- | -------- | -------- | -------- | -------- | -------- | -------- | -------- | -------- | --------- | --------- | --------- | --------- | --------- | ---------- | ----- | ---- |
| Gustavo Lima (es)               | Laser       | 15       | 15       | 20       | 25       | 15       | 8        | 11       | 28       | 38       | 33        | NC        | NC        | 170       | 22e       | NC         | 170   | 22e  |
| João Rodrigues (en)             | RS:X        | 21       | 10       | 23       | 15       | 15       | 10       | 15       | 12       | 4        | 4         | 12        | 7         | 125       | 11e       | NC         | 125   | 11e  |
| Jorge Lima (en) José Costa (en) | 49er        | 4        | 4        | 18       | 6        | 16       | 21       | 12       | 19       | 4        | 9         | 19        | 12        | 122       | 16e       | NC         | 122   | 16e  |

| Athlète         | Compétition  | Régate 1 | Régate 2 | Régate 3 | Régate 4 | Régate 5 | Régate 6 | Régate 7 | Régate 8 | Régate 9 | Régate 10 | Total net | Total net | Medal Race | Total | Rang |
| Athlète         | Compétition  | Score    | Score    | Score    | Score    | Score    | Score    | Score    | Score    | Score    | Score     | Score     | Rang      | Score      | Total | Rang |
| --------------- | ------------ | -------- | -------- | -------- | -------- | -------- | -------- | -------- | -------- | -------- | --------- | --------- | --------- | ---------- | ----- | ---- |
| Sara Carmo (en) | Laser Radial | 34       | 31       | 21       | 25       | 18       | 13       | 29       | 29       | 26       | 9         | 201       | 27e       | NC         | 201   | 27e  |